# Aqueduc de Néron
L'aqueduc de Néron (en latin : Arcus Neroniani) est construit par Néron et constitue une nouvelle branche de l'Aqua Claudia. L'aqueduc peut fournir de l'eau aux quatorze régions de la Rome augustéenne.

## Histoire
Sa construction débute sous Néron qui l'utilise notamment pour approvisionner la Domus Aurea. Plus tard, vers la fin du Ier siècle, Domitien fait prolonger les arcades de l'aqueduc jusqu'au Palatin afin d'alimenter en eau le palais impérial.
Ce prolongement de l'aqueduc de l'Aqua Claudia n'a pas l'effet escompté sur le débit en eau. En effet, les détournements frauduleux augmentent encore, au point que le Caelius et l'Aventin se trouvent privés des eaux de l'Aqua Marcia et de l'Aqua Julia, bien qu'ils disposent maintenant de celles de l'Aqua Claudia.

## Description
La conduite d'eau est portée par quatre étages d'arcades pour traverser le creux séparant le Caelius du Palatin. Il s'agit d'un des édifices les plus audacieux architecturalement parlant de la Rome antique. Les arches en briques suintantes et noircies contrastent avec les ors et la blancheur du Palatin.
Dans sa version finale, l'aqueduc est long de deux kilomètres et rejoint le temple du Divin Claude sur le Cælius. Les voûtes ont une ouverture de 7,75 mètres et les piliers, faits uniquement de brique, sont longs de 2,30 mètres et épais de 2,10 mètres. La hauteur maximale est de 16 mètres.

### Auteurs antiques
- Frontin, Des aqueducs de la ville de Rome (De aquæductibus urbis Romæ), Gallica notice, latin-français, pages 383-387, 393, 429, 435 et 441.

### Auteurs modernes
- (it) F. P. Arata, « L’Acquedotto della Claudia tra il Celio e il Palatino : alcune note », Atlante Tematico di Topografia Antica, no 22,‎ 2013, p. 41-59
- (en) Harry B. Evans, « Nero's Arcus Caelimontani », American Journal of Archaeology, vol. 87, no 3,‎ 1983, p. 392-399